# Durango (raceteam)
Durango is een raceteam dat meedoet in verschillende competities: de GP2, de Formule V8 3.5, Euro F3000, Formule Azzura, Formule Renault 2.0 en de Endurance GT Serie. Het team is opgericht door Ivone Pinton en Enrico Magro in 1984.
Van 1984 tot 1992 deed Durango mee in de Italiaanse Formule 3 en wist verscheidene successen te behalen. In 1986 stapten ze ook in de Endurance GT waar ze racen in 'gewone' auto's. In 1991 deden ze voor het eerst mee aan de 24 uur van Le Mans en ze raceten van 1991 tot en met 1994 in de International Formula 3 en de Engelse Formule 2. In 1999 deden ze het goed in de Renault Formule 2, Euroseries en de International Formula 3 en haalden twee van de drie titels binnen. 2003 was het jaar dat ze voor de tweede keer deelnamen aan de 24 uur van Le Mans. In 2005 deden ze voor het eerst mee met de GP2 en werden elfde in het teamkampioenschap. In 2006 deden ze ook nog mee met de Formula Azzurra, ze werden veertiende in de GP2 en werden tweede in de Formula Azzurra.
In 2007 racen ze in de GP2 met Borja García en Karun Chandhok, in de Euroseries rijden ze met Omar Julian Leal en Luiz Razia en in de Endurance GT Serie met Niccolò Valentini, Enrico Oncada en Matteo Meneghello.
Op het circuit van Spa-Francorchamps won Chandhok voor het eerst in zijn carrière en voor het eerst in de geschiedenis van het raceteam. Chandhok werd uiteindelijk vijftiende in het kampioenschap, Borja García werd tiende.
In 2016 debuteerde het team in de Formule V8 3.5 met Giuseppe Cipriani als coureur. Na dit seizoen nam hij de inschrijving van Durango over om met zijn eigen team Il Barone Rampante deel te nemen aan het kampioenschap.